# Primary Colors
Primary Colors (Colores primarios en español) es una película estadounidense protagonizada principalmente por John Travolta del año 1998. Jack Stanton (John Travolta), gobernador de un Estado del sur de los EE. UU. está inmerso en la lucha por la presidencia de los Estados Unidos. Apoyado por su mujer (Emma Thompson) y un grupo de colaboradores cercanos, aspira a la presidencia. También trabaja para él como coordinador Henry, un joven idealista de color nieto de un defensor por los derechos civiles. En plena campaña, un escándalo sexual salpica al candidato Stanton, lo que obliga a su familia y a todo su equipo a cerrar filas en torno al gobernador. La película es protagonizada por John Travolta, Emma Thompson, Billy Bob Thornton, Kathy Bates, Adrian Lester, Maura Tierney, Larry Hagman. La película hace supuesta referencia a la campaña de 1992 del expresidente de los Estados Unidos Bill Clinton, que lo tuvo como protagonista y, a la vez, en el ojo de tormenta de una serie de denuncias sobre affaires extramatrimoniales.

## Sinopsis
La película se concentra en la accidentada campaña del candidato estadounidense a la presidencia de los Estados Unidos el gobernador sureño Jack Stanton, Por supuesto que todo parecido con la realidad no es pura coincidencia. Hace supuesta referencia a la campaña de 1992 del expresidente de los Estados Unidos Bill Clinton, que lo tuvo como protagonista y, a la vez, en el ojo de tormenta de una serie de denuncias sobre affaires non sanctos.